# 亨利十二世 (羅伊斯-施萊茨)
亨利十二世（德語：Heinrich XII Reuss zu Schleiz，1716年5月15日—1784年6月25日），羅伊斯-施萊茨伯爵，1744年至1784年在位。父親是亨利十一世。

## 家庭
1742年，亨利十二世與埃爾巴赫-舍恩貝格伯爵格奧爾格·奧古斯特的女兒克里斯蒂娜（Christina）結婚，兩人共有2子3女：
1. 克里斯蒂娜（1744年—1745年），夭折
2. 亨利三十六世（1747年—1748年），夭折
3. 卡塔里娜（1749年—1749年），夭折
4. 亨利四十二世（1752年—1818年）
5. 克里斯蒂娜（1757年—1758年），夭折